# فينيكس رايزينغ
نادي فينيكس رايزينغ لكرة القدم (بالإنجليزية: Phoenix Rising Football Club)‏ هو نادي كرة قدم أسس في عام 2014 في مدينة فينيكس في ولاية اريزونا الأمريكية التي تقع جنوب الغرب الأمريكي ، يلعب الفريق حاليا في بطولة الدوري الامريكي وهي ثاني أقوة بطولة دوري بعد الدوري الأمريكي لكرة القدم الMLS، وفازوا ببطولة الدوري في 2023، حيث تغلبوا على تشارلستون باتري بنتيجة 3-2 بركلات الترجيح بعد التعادل 1-1 في الوقت الأصلي. 

## الملعب
يلعب الفريق حاليا في ملعب كازينو اريزونا الذي يقع بولاية اريزونا في الولايات المتحدة الأمريكية، ويتسع هذا الملعب تقريبا لحوالي 6.500 ( متفرج ) .